# Roger Mello
Roger Mello, né le 20 novembre 1965, est un écrivain et illustrateur brésilien, auteur de littérature d'enfance et de jeunesse.
En 2014, il est lauréat du prestigieux Prix Hans Christian Andersen d'illustration.

## Œuvres traduites en français

### Auteur et illustrateur
- Jean fil à fil, MeMo, 2009.
- Catarineta (légende anonyme du XVIe siècle) (Nau "Catarineta"), Bruxelles, Éditions du Pépin, 2005.

### Illustrateur
- Cao Wenxuan, Plume, Fei, 2016.

## Prix et distinctions
- 2014 :  Prix Hans Christian Andersen d'illustration.
- 2019 à 2023 :  Sélection cinq années d'affilée pour le prix international, le Prix commémoratif Astrid-Lindgren[1].